# Phó Chủ tịch Quốc hội Việt Nam
Phó Chủ tịch Quốc hội nước Cộng hòa xã hội chủ nghĩa Việt Nam (gọi rút ngắn là Phó Chủ tịch Quốc hội Việt Nam hay Phó Chủ tịch Quốc hội) là chức vụ cao thứ hai trong Quốc hội Việt Nam, sau Chủ tịch Quốc hội Việt Nam – người đứng đầu cơ quan lập pháp Quốc hội Việt Nam và Ủy ban Thường vụ Quốc hội – cơ quan thường trực của Quốc hội nước Cộng hòa xã hội chủ nghĩa Việt Nam. Theo Hiến pháp Việt Nam năm 2013, Phó Chủ tịch Quốc hội được Quốc hội bầu, miễn nhiệm, bãi nhiệm do Ủy ban Thường vụ Quốc hội đề cử. Phó Chủ tịch Quốc hội là thành viên của Ủy ban Thường vụ của Quốc hội, có nhiệm kỳ tương đương với Quốc hội cùng khóa. Phó Chủ tịch Quốc hội Việt Nam được bầu bởi các đại biểu Quốc hội trong kỳ họp đầu tiên của một nhiệm kỳ Quốc hội.
Trong lịch sử, Phó Chủ tịch Quốc hội còn được gọi với các chức danh Phó Trưởng Ban Thường trực Quốc hội (1945–1960) và Phó Chủ tịch Ủy ban Thường vụ Quốc hội (1960–1976). Từ năm 2007, Phó Chủ tịch Quốc hội gồm 4 chức danh: Thường trực; Phụ trách Tài chính – Ngân sách; Phụ trách Quốc phòng – An ninh và Phụ trách Pháp luật.

## Lịch sử
Ngày 2 tháng 3 năm 1946, Quốc hội Việt Nam khóa I được tổ chức, trong kỳ họp thứ nhất đã bầu ông Nguyễn Văn Tố làm Trưởng ban Thường trực Quốc hội và hai Phó Trưởng ban là Phạm Văn Đồng và Cung Đình Quỳ. Tại kỳ họp thứ hai, Bùi Bằng Đoàn đã kế nhiệm chức vụ Trưởng ban, các vị Phó Trưởng ban tiếp theo là Tôn Đức Thắng và Tôn Quang Phiệt. Đến tháng 5 năm 1947, Phêrô Phạm Bá Trực được bầu vào chức vụ này và giữ chức cho đến khi qua đời vào ngày 5 tháng 10 năm 1954, ông là người công giáo đầu tiên đảm nhiệm chức vụ Phó Trưởng ban Thường trực Quốc hội, đồng thời là một trong số ít các linh mục tham gia hoạt động trong Quốc hội. Ngày 20 tháng 9 năm 1955, Tôn Đức Thắng kế nhiệm Bùi Bằng Đoàn để đảm nhiệm chức vụ Trưởng ban Thường trực Quốc hội, với hai Phó trưởng ban tiếp theo là Tôn Quang Phiệt và Hoàng Văn Hoan. Hoàng Văn Hoan trở thành vị Phó Trưởng ban Thường trực Quốc hội đầu tiên được bầu vào Bộ Chính trị liên tục trong hai khóa II và III. Hoàng Văn Hoan rời khỏi Bộ Chính trị vào năm 1976, khi quan hệ giữa Việt Nam – Trung Quốc ngày càng căng thẳng. Đến năm 1979, sau khi Chiến tranh biên giới Việt Nam – Campuchia và Chiến tranh biên giới Việt – Trung nổ ra, khi vẫn còn đương nhiệm chức vụ Phó Chủ tịch Quốc hội, ông lấy cớ sang Đông Đức để chữa bệnh rồi bỏ trốn sang Bắc Kinh. Tại đây, Hoàng Văn Hoan đã công khai chỉ trích chính quyền Việt Nam cũng như các chính sách của Lê Duẩn. Ngày 26 tháng 6 năm 1980, Hoàng Văn Hoan bị nhà nước Việt Nam xử tử hình vắng mặt, trước đó, ông cũng đã bị khai trừ khỏi Đảng Cộng sản Việt Nam và tước hết mọi chức vụ.
Phó Chủ tịch Quốc hội Việt Nam thường được các nhân vật trong Đảng Cộng sản Việt Nam đảm nhiệm, nhưng cũng từng được nhiều nhân vật thuộc các Đảng phái khác nhau đảm nhiệm. Nguyễn Xiển, một thành viên của Đảng Xã hội Việt Nam và trở thành Tổng thư ký của Đảng này vào năm 1956, đã trở thành Phó Chủ tịch Quốc hội liên tiếp trong sáu khóa từ năm 1960 đến năm 1987. Tương tự đó, Trần Đăng Khoa, một thành viên nổi bật và là Phó Tổng thư ký của Đảng Dân chủ Việt Nam, đã trở thành Phó Chủ tịch Quốc hội liên tiếp trong năm khóa từ năm 1960 đến năm 1981.
Quốc hội Việt Nam khóa IX diễn ra vào năm 1992 đã bầu ra ba Phó Chủ tịch Quốc hội là Nguyễn Hà Phan, Trung tướng Đặng Quân Thụy và Phùng Văn Tửu. Nguyễn Hà Phan được bầu vào Bộ Chính trị vào tháng 12 năm 1993 và kiêm nhiệm thêm chức Thường trực Ban Bí thư Đảng Cộng sản Việt Nam. Ông trở thành nhân vật được dự đoán là sẽ kế nhiệm chức vụ Thủ tướng Chính phủ Việt Nam thay ông Võ Văn Kiệt. Không lâu sau đó, đã có hàng loạt đơn thư tố cáo Nguyễn Hà Phan "đã từng khai báo nghiêm trọng" khi bị bắt vào năm 1958 và khi ra tù đã nhận lời làm nội gián cho địch. Sau một thời gian điều tra, ngày 17 tháng 4 năm 1996, Ban Chấp hành Trung ương Đảng Cộng sản Việt Nam khóa VII đã họp biểu quyết khai trừ Nguyễn Hà Phan ra khỏi Đảng, sau đó ông bị cách chức hết tất cả các chức vụ trong Đảng. Đến tháng 10 năm 1996, tại kỳ họp thứ 10, Quốc hội Việt Nam khóa IX đã quyết định bãi nhiệm chức vụ Phó Chủ tịch Quốc hội và Đại biểu Quốc hội của ông.
Sau sự từ chức Chủ tịch Quốc hội Việt Nam của Vương Đình Huệ vào ngày 2 tháng 5 năm 2024, Phó Chủ tịch Thường trực Quốc hội Trần Thanh Mẫn được phân công Phụ trách điều hành hoạt động Quốc hội. Đến ngày 20 tháng 5 năm 2024, ông được bầu làm Chủ tịch Quốc hội, trở thành một trường hợp đặc biệt khi khác với yêu cầu là đảm nhiệm một trong bốn chức vụ trong Tứ trụ Việt Nam phải đủ một nhiệm kỳ là thành viên trong Bộ chính trị trở lên.

## Danh sách Phó Chủ tịch Quốc hội
| Khóa                                        | Phó Chủ tịch              | Nhậm chức           | Miễn nhiệm           | Chủ tịch                                                                                | Ref    |
| ------------------------------------------- | ------------------------- | ------------------- | -------------------- | --------------------------------------------------------------------------------------- | ------ |
| Khóa I (1946–1960)                          | Phạm Văn Đồng             | 2 tháng 3 năm 1946  | 9 tháng 11 năm 1946  | Nguyễn Văn Tố                                                                           | [ 19 ] |
| Khóa I (1946–1960)                          | Cung Đình Quỳ             | 2 tháng 3 năm 1946  | 9 tháng 11 năm 1946  | Nguyễn Văn Tố                                                                           | [ 20 ] |
| Khóa I (1946–1960)                          | Tôn Đức Thắng             | 9 tháng 11 năm 1946 | 20 tháng 9 năm 1955  | Bùi Bằng Đoàn                                                                           | [ 21 ] |
| Khóa I (1946–1960)                          | Tôn Quang Phiệt           | 9 tháng 11 năm 1946 | 20 tháng 9 năm 1955  | Bùi Bằng Đoàn                                                                           | [ 22 ] |
| Khóa I (1946–1960)                          | Phêrô Phạm Bá Trực        | tháng 5 năm 1947    | 5 tháng 10 năm 1954  | Bùi Bằng Đoàn                                                                           | [ 23 ] |
| Khóa I (1946–1960)                          | Tôn Quang Phiệt           | 24 tháng 3 năm 1955 | 15 tháng 7 năm 1960  | Tôn Đức Thắng                                                                           | [ 24 ] |
| Khóa I (1946–1960)                          | Hoàng Văn Hoan            | 23 tháng 4 năm 1958 | 15 tháng 7 năm 1960  | Tôn Đức Thắng                                                                           | [ 25 ] |
| Khóa II (1960–1964)                         | Xuân Thủy                 | 15 tháng 7 năm 1960 | 26 tháng 4 năm 1964  | Trường Chinh                                                                            | [ 26 ] |
| Khóa II (1960–1964)                         | Nguyễn Xiển               | 15 tháng 7 năm 1960 | 26 tháng 4 năm 1964  | Trường Chinh                                                                            | [ 27 ] |
| Khóa II (1960–1964)                         | Trần Đăng Khoa            | 15 tháng 7 năm 1960 | 26 tháng 4 năm 1964  | Trường Chinh                                                                            | [ 28 ] |
| Khóa II (1960–1964)                         | Chu Văn Tấn               | 15 tháng 7 năm 1960 | 26 tháng 4 năm 1964  | Trường Chinh                                                                            | [ 29 ] |
| Khóa II (1960–1964)                         | Nguyễn Văn Hưởng          | 15 tháng 7 năm 1960 | 26 tháng 4 năm 1964  | Trường Chinh                                                                            | [ 30 ] |
| Khóa III (1964–1971)                        | Nguyễn Thị Thập           | 27 tháng 6 năm 1964 | 5 tháng 6 năm 1971   | Trường Chinh                                                                            | [ 31 ] |
| Khóa III (1964–1971)                        | Hoàng Văn Hoan            | 27 tháng 6 năm 1964 | 5 tháng 6 năm 1971   | Trường Chinh                                                                            | [ 32 ] |
| Khóa III (1964–1971)                        | Nguyễn Xiển               | 27 tháng 6 năm 1964 | 5 tháng 6 năm 1971   | Trường Chinh                                                                            | [ 33 ] |
| Khóa III (1964–1971)                        | Trần Đăng Khoa            | 27 tháng 6 năm 1964 | 5 tháng 6 năm 1971   | Trường Chinh                                                                            | [ 28 ] |
| Khóa III (1964–1971)                        | Chu Văn Tấn               | 27 tháng 6 năm 1964 | 5 tháng 6 năm 1971   | Trường Chinh                                                                            | [ 34 ] |
| Khóa III (1964–1971)                        | Nguyễn Văn Hưởng          | 27 tháng 6 năm 1964 | 26 tháng 3 năm 1969  | Trường Chinh                                                                            | [ 30 ] |
| Khóa IV (1971–1975)                         | Nguyễn Thị Thập           | 6 tháng 6 năm 1971  | 2 tháng 6 năm 1975   | Trường Chinh                                                                            | [ 31 ] |
| Khóa IV (1971–1975)                         | Hoàng Văn Hoan            | 6 tháng 6 năm 1971  | 2 tháng 6 năm 1975   | Trường Chinh                                                                            | [ 35 ] |
| Khóa IV (1971–1975)                         | Nguyễn Xiển               | 6 tháng 6 năm 1971  | 2 tháng 6 năm 1975   | Trường Chinh                                                                            | [ 36 ] |
| Khóa IV (1971–1975)                         | Trần Đăng Khoa            | 6 tháng 6 năm 1971  | 2 tháng 6 năm 1975   | Trường Chinh                                                                            | [ 28 ] |
| Khóa IV (1971–1975)                         | Chu Văn Tấn               | 6 tháng 6 năm 1971  | 2 tháng 6 năm 1975   | Trường Chinh                                                                            | [ 37 ] |
| Khóa V (1975–1976)                          | Xuân Thủy                 | 3 tháng 6 năm 1975  | 24 tháng 6 năm 1976  | Trường Chinh                                                                            | [ 26 ] |
| Khóa V (1975–1976)                          | Hoàng Văn Hoan            | 3 tháng 6 năm 1975  | 24 tháng 6 năm 1976  | Trường Chinh                                                                            | [ 38 ] |
| Khóa V (1975–1976)                          | Nguyễn Xiển               | 3 tháng 6 năm 1975  | 24 tháng 6 năm 1976  | Trường Chinh                                                                            | [ 39 ] |
| Khóa V (1975–1976)                          | Trần Đăng Khoa            | 3 tháng 6 năm 1975  | 24 tháng 6 năm 1976  | Trường Chinh                                                                            | [ 28 ] |
| Khóa V (1975–1976)                          | Chu Văn Tấn               | 3 tháng 6 năm 1975  | 24 tháng 6 năm 1976  | Trường Chinh                                                                            | [ 40 ] |
| Khóa VI (1976–1981)                         | Hoàng Văn Hoan            | 24 tháng 6 năm 1976 | 24 tháng 6 năm 1979  | Trường Chinh                                                                            | [ 41 ] |
| Khóa VI (1976–1981)                         | Nguyễn Xiển               | 24 tháng 6 năm 1976 | 24 tháng 6 năm 1981  | Trường Chinh                                                                            | [ 42 ] |
| Khóa VI (1976–1981)                         | Trần Đăng Khoa            | 24 tháng 6 năm 1976 | 24 tháng 6 năm 1981  | Trường Chinh                                                                            | [ 28 ] |
| Khóa VI (1976–1981)                         | Chu Văn Tấn               | 24 tháng 6 năm 1976 | 24 tháng 6 năm 1981  | Trường Chinh                                                                            | [ 43 ] |
| Khóa VI (1976–1981)                         | Phan Văn Đáng             | 24 tháng 6 năm 1976 | 24 tháng 6 năm 1981  | Trường Chinh                                                                            | [ 44 ] |
| Khóa VI (1976–1981)                         | Xuân Thủy                 | 24 tháng 6 năm 1976 | 24 tháng 6 năm 1981  | Trường Chinh                                                                            | [ 26 ] |
| Khóa VII (1981–1987)                        | Phan Anh                  | 26 tháng 4 năm 1981 | 19 tháng 4 năm 1987  | Nguyễn Hữu Thọ                                                                          | [ 45 ] |
| Khóa VII (1981–1987)                        | Y Pah                     | 26 tháng 4 năm 1981 | 19 tháng 4 năm 1987  | Nguyễn Hữu Thọ                                                                          | [ 46 ] |
| Khóa VII (1981–1987)                        | Phêrô Võ Thành Trinh      | 26 tháng 4 năm 1981 | 19 tháng 4 năm 1987  | Nguyễn Hữu Thọ                                                                          | [ 47 ] |
| Khóa VII (1981–1987)                        | Nghiêm Xuân Yêm           | 26 tháng 4 năm 1981 | 19 tháng 4 năm 1987  | Nguyễn Hữu Thọ                                                                          | [ 48 ] |
| Khóa VII (1981–1987)                        | Huỳnh Cương               | 26 tháng 4 năm 1981 | 19 tháng 4 năm 1987  | Nguyễn Hữu Thọ                                                                          | [ 49 ] |
| Khóa VII (1981–1987)                        | Cầm Ngoan                 | 26 tháng 4 năm 1981 | 19 tháng 4 năm 1987  | Nguyễn Hữu Thọ                                                                          | [ 50 ] |
| Khóa VII (1981–1987)                        | Nguyễn Xiển               | 26 tháng 4 năm 1981 | 19 tháng 4 năm 1987  | Nguyễn Hữu Thọ                                                                          | [ 51 ] |
| Khóa VII (1981–1987)                        | Hòa thượng Thích Thế Long | 26 tháng 4 năm 1981 | 23 tháng 3 năm 1985  | Nguyễn Hữu Thọ                                                                          | [ 52 ] |
| Khóa VII (1981–1987)                        | Xuân Thủy                 | 26 tháng 4 năm 1981 | 18 tháng 6 năm 1985  | Nguyễn Hữu Thọ                                                                          | [ 26 ] |
| Khóa VIII (1987–1992)                       | Trần Độ                   | 19 tháng 4 năm 1987 | 23 tháng 9 năm 1992  | Lê Quang Đạo                                                                            | [ 53 ] |
| Khóa VIII (1987–1992)                       | Phùng Văn Tửu             | 19 tháng 4 năm 1987 | 23 tháng 9 năm 1992  | Lê Quang Đạo                                                                            | [ 54 ] |
| Khóa VIII (1987–1992)                       | Nguyễn Thị Ngọc Phượng    | 19 tháng 4 năm 1987 | 23 tháng 9 năm 1992  | Lê Quang Đạo                                                                            | [ 55 ] |
| Khóa VIII (1987–1992)                       | Huỳnh Cương               | 19 tháng 4 năm 1987 | 23 tháng 9 năm 1992  | Lê Quang Đạo                                                                            | [ 56 ] |
| Khóa VIII (1987–1992)                       | Hoàng Trường Minh         | 19 tháng 4 năm 1987 | 12 tháng 10 năm 1989 | Lê Quang Đạo                                                                            | [ 57 ] |
| Khóa IX (1992–1997)                         | Nguyễn Hà Phan            | 23 tháng 9 năm 1992 | 24 tháng 10 năm 1996 | Nông Đức Mạnh                                                                           | [ 58 ] |
| Khóa IX (1992–1997)                         | Phùng Văn Tửu             | 23 tháng 9 năm 1992 | 17 tháng 7 năm 1997  | Nông Đức Mạnh                                                                           | [ 59 ] |
| Khóa IX (1992–1997)                         | Đặng Quân Thụy            | 23 tháng 9 năm 1992 | 20 tháng 9 năm 1997  | Nông Đức Mạnh                                                                           | [ 60 ] |
| Khóa X (1997–2002)                          | Vũ Đình Cự                | 20 tháng 9 năm 1997 | 19 tháng 7 năm 2002  | Nông Đức Mạnh (đến 26 tháng 6 năm 2001) Nguyễn Văn An (từ 27 tháng 6 năm 2001)          | [ 61 ] |
| Khóa X (1997–2002)                          | Mai Thúc Lân              | 20 tháng 9 năm 1997 | 19 tháng 7 năm 2002  | Nông Đức Mạnh (đến 26 tháng 6 năm 2001) Nguyễn Văn An (từ 27 tháng 6 năm 2001)          | [ 62 ] |
| Khóa X (1997–2002)                          | Nguyễn Phúc Thanh         | 20 tháng 9 năm 1997 | 19 tháng 7 năm 2002  | Nông Đức Mạnh (đến 26 tháng 6 năm 2001) Nguyễn Văn An (từ 27 tháng 6 năm 2001)          | [ 63 ] |
| Khóa X (1997–2002)                          | Nguyễn Văn Yểu            | 20 tháng 9 năm 1997 | 19 tháng 7 năm 2002  | Nông Đức Mạnh (đến 26 tháng 6 năm 2001) Nguyễn Văn An (từ 27 tháng 6 năm 2001)          | [ 64 ] |
| Khóa X (1997–2002)                          | Trương Mỹ Hoa             | 20 tháng 9 năm 1997 | 19 tháng 7 năm 2002  | Nông Đức Mạnh (đến 26 tháng 6 năm 2001) Nguyễn Văn An (từ 27 tháng 6 năm 2001)          | [ 65 ] |
| Khóa XI (2002–2007)                         | Trương Quang Được         | 19 tháng 7 năm 2002 | 19 tháng 7 năm 2007  | Nguyễn Văn An (đến 26 tháng 6 năm 2006) Nguyễn Phú Trọng (từ 26 tháng 6 năm 2006)       | [ 66 ] |
| Khóa XI (2002–2007)                         | Nguyễn Phúc Thanh         | 19 tháng 7 năm 2002 | 19 tháng 7 năm 2007  | Nguyễn Văn An (đến 26 tháng 6 năm 2006) Nguyễn Phú Trọng (từ 26 tháng 6 năm 2006)       | [ 67 ] |
| Khóa XI (2002–2007)                         | Nguyễn Văn Yểu            | 19 tháng 7 năm 2002 | 19 tháng 7 năm 2007  | Nguyễn Văn An (đến 26 tháng 6 năm 2006) Nguyễn Phú Trọng (từ 26 tháng 6 năm 2006)       | [ 68 ] |
| Khóa XII (2007–2011)                        | Tòng Thị Phóng            | 20 tháng 7 năm 2007 | 19 tháng 7 năm 2011  | Nguyễn Phú Trọng                                                                        | [ 69 ] |
| Khóa XII (2007–2011)                        | Huỳnh Ngọc Sơn            | 20 tháng 7 năm 2007 | 19 tháng 7 năm 2011  | Nguyễn Phú Trọng                                                                        | [ 70 ] |
| Khóa XII (2007–2011)                        | Uông Chu Lưu              | 20 tháng 7 năm 2007 | 19 tháng 7 năm 2011  | Nguyễn Phú Trọng                                                                        | [ 71 ] |
| Khóa XII (2007–2011)                        | Nguyễn Đức Kiên           | 20 tháng 7 năm 2007 | 19 tháng 7 năm 2011  | Nguyễn Phú Trọng                                                                        | [ 72 ] |
| Khóa XIII (2011–2016)                       | Tòng Thị Phóng            | 20 tháng 7 năm 2011 | 19 tháng 7 năm 2016  | Nguyễn Sinh Hùng (đến 31 tháng 3 năm 2016) Nguyễn Thị Kim Ngân (từ 31 tháng 3 năm 2016) | [ 69 ] |
| Khóa XIII (2011–2016)                       | Uông Chu Lưu              | 20 tháng 7 năm 2011 | 19 tháng 7 năm 2016  | Nguyễn Sinh Hùng (đến 31 tháng 3 năm 2016) Nguyễn Thị Kim Ngân (từ 31 tháng 3 năm 2016) | [ 73 ] |
| Khóa XIII (2011–2016)                       | Huỳnh Ngọc Sơn            | 20 tháng 7 năm 2011 | 2 tháng 4 năm 2016   | Nguyễn Sinh Hùng (đến 31 tháng 3 năm 2016) Nguyễn Thị Kim Ngân (từ 31 tháng 3 năm 2016) | [ 74 ] |
| Khóa XIII (2011–2016)                       | Nguyễn Thị Kim Ngân       | 20 tháng 7 năm 2011 | 30 tháng 3 năm 2016  | Nguyễn Sinh Hùng (đến 31 tháng 3 năm 2016) Nguyễn Thị Kim Ngân (từ 31 tháng 3 năm 2016) | [ 76 ] |
| Khóa XIII (2011–2016)                       | Phùng Quốc Hiển           | 5 tháng 4 năm 2016  | 19 tháng 7 năm 2016  | Nguyễn Sinh Hùng (đến 31 tháng 3 năm 2016) Nguyễn Thị Kim Ngân (từ 31 tháng 3 năm 2016) | [ 77 ] |
| Khóa XIII (2011–2016)                       | Đỗ Bá Tỵ                  | 5 tháng 4 năm 2016  | 19 tháng 7 năm 2016  | Nguyễn Sinh Hùng (đến 31 tháng 3 năm 2016) Nguyễn Thị Kim Ngân (từ 31 tháng 3 năm 2016) | [ 77 ] |
| Khóa XIV (2016–2021)                        | Tòng Thị Phóng            | 20 tháng 7 năm 2016 | 31 tháng 3 năm 2021  | Nguyễn Thị Kim Ngân (đến 31 tháng 3 năm 2021) Vương Đình Huệ (từ 31 tháng 3 năm 2021)   | [ 69 ] |
| Khóa XIV (2016–2021)                        | Uông Chu Lưu              | 20 tháng 7 năm 2016 | 31 tháng 3 năm 2021  | Nguyễn Thị Kim Ngân (đến 31 tháng 3 năm 2021) Vương Đình Huệ (từ 31 tháng 3 năm 2021)   | [ 78 ] |
| Khóa XIV (2016–2021)                        | Phùng Quốc Hiển           | 20 tháng 7 năm 2016 | 31 tháng 3 năm 2021  | Nguyễn Thị Kim Ngân (đến 31 tháng 3 năm 2021) Vương Đình Huệ (từ 31 tháng 3 năm 2021)   | [ 79 ] |
| Khóa XIV (2016–2021)                        | Đỗ Bá Tỵ                  | 20 tháng 7 năm 2016 | 19 tháng 7 năm 2021  | Nguyễn Thị Kim Ngân (đến 31 tháng 3 năm 2021) Vương Đình Huệ (từ 31 tháng 3 năm 2021)   | [ 80 ] |
| Khóa XIV (2016–2021)                        | Trần Thanh Mẫn            | 1 tháng 4 năm 2021  | 19 tháng 7 năm 2021  | Nguyễn Thị Kim Ngân (đến 31 tháng 3 năm 2021) Vương Đình Huệ (từ 31 tháng 3 năm 2021)   | [ 81 ] |
| Khóa XIV (2016–2021)                        | Nguyễn Khắc Định          | 1 tháng 4 năm 2021  | 19 tháng 7 năm 2021  | Nguyễn Thị Kim Ngân (đến 31 tháng 3 năm 2021) Vương Đình Huệ (từ 31 tháng 3 năm 2021)   | [ 81 ] |
| Khóa XIV (2016–2021)                        | Nguyễn Đức Hải            | 1 tháng 4 năm 2021  | 19 tháng 7 năm 2021  | Nguyễn Thị Kim Ngân (đến 31 tháng 3 năm 2021) Vương Đình Huệ (từ 31 tháng 3 năm 2021)   | [ 81 ] |
| Khóa XV (2021–2026)                         | Trần Thanh Mẫn            | 20 tháng 7 năm 2021 | 20 tháng 5 năm 2024  | Vương Đình Huệ (đến 2 tháng 5 năm 2024) Trần Thanh Mẫn (từ 20 tháng 5 năm 2024)         | [ 83 ] |
| Khóa XV (2021–2026)                         | Nguyễn Khắc Định          | 20 tháng 7 năm 2021 | nay                  | Vương Đình Huệ (đến 2 tháng 5 năm 2024) Trần Thanh Mẫn (từ 20 tháng 5 năm 2024)         | [ 83 ] |
| Khóa XV (2021–2026)                         | Nguyễn Đức Hải            | 20 tháng 7 năm 2021 | nay                  | Vương Đình Huệ (đến 2 tháng 5 năm 2024) Trần Thanh Mẫn (từ 20 tháng 5 năm 2024)         | [ 83 ] |
| Khóa XV (2021–2026)                         | Trần Quang Phương         | 20 tháng 7 năm 2021 | nay                  | Vương Đình Huệ (đến 2 tháng 5 năm 2024) Trần Thanh Mẫn (từ 20 tháng 5 năm 2024)         | [ 83 ] |
| Khóa XV (2021–2026)                         | Nguyễn Thị Thanh          | 6 tháng 6 năm 2024  | nay                  | Vương Đình Huệ (đến 2 tháng 5 năm 2024) Trần Thanh Mẫn (từ 20 tháng 5 năm 2024)         | [ 84 ] |
| Khóa XV (2021–2026)                         | Lê Minh Hoan              | 18 tháng 2 năm 2025 | nay                  | Vương Đình Huệ (đến 2 tháng 5 năm 2024) Trần Thanh Mẫn (từ 20 tháng 5 năm 2024)         | [ 85 ] |
| Khóa XV (2021–2026)                         | Vũ Hồng Thanh             | 18 tháng 2 năm 2025 | nay                  | Vương Đình Huệ (đến 2 tháng 5 năm 2024) Trần Thanh Mẫn (từ 20 tháng 5 năm 2024)         | [ 85 ] |
| In đậm là Phó Chủ tịch Thường trực Quốc hội |                           |                     |                      |                                                                                         |        |